# Stymonie
Stymonie (biał. Стымоні; ros. Стымони) − wieś na Białorusi, w obwodzie grodzieńskim, w rejonie smorgońskim, w sielsowiecie Korzenie.

## Historia
W czasach zaborów dwie wsie, folwark i osada w gminie Kucewicze, w powiecie oszmiańskim, w guberni wileńskiej Imperium Rosyjskiego. W 1905 roku wymieniono wieś i dwa folwarki. Wieś liczyła 126 mieszkańców, 137 dziesięcin; folwark Lisieckiego liczył 19 mieszkańców; folwark Tyndziewickiego liczył 3 mieszkańców, 40 dziesięcin.
W latach 1921–1945 wieś, majątek i zaścianek leżały w Polsce, w województwie wileńskim, w powiecie oszmiańskim, w gminie Krewo.
W 1931:
- wieś w 21 domach zamieszkiwało 149 osób[3].
- majątek w 2 domach zamieszkiwało 16 osób[3].
- zaścianek w 1 domu zamieszkiwało 7 osób[3].

Wierni należeli do parafii rzymskokatolickiej w Węsławiniętach. Miejscowość podlegała pod Sąd Grodzki w Oszmianie i Okręgowy w Wilnie; właściwy urząd pocztowy mieścił się w Kucewiczach.
Po II wojnie światowej w granicach Związku Sowieckiego. Od 1991 w niepodległej Białorusi.